# Mare Insularum

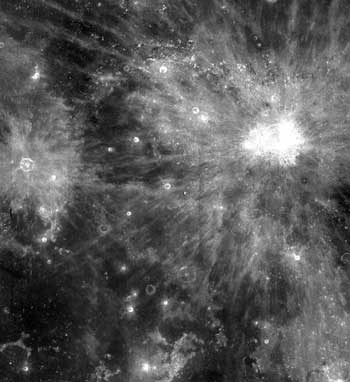
Mare Insularum

Mare Insularum (łac. Morze Wysp) to morze księżycowe położone po widocznej stronie Księżyca. Jego średnica równa jest 513 km. Morze Wysp leży na południe od Morza Deszczów, jest ograniczone przez krater Kopernik od wschodu oraz krater Kepler od zachodu. Na południowym zachodzie łączy się z Oceanem Burz.
Współrzędne selenograficzne: 7,5° N, 30,9° W.